# Ulrich Beck
Ulrich Beck (Stolp, 15 maggio 1944 – Monaco di Baviera, 1º gennaio 2015) è stato un sociologo e scrittore tedesco.

## Biografia
È stato docente di Sociologia presso la Ludwig-Maximilians-Universität München di Monaco di Baviera e la London School of Economics. Dal 1966 fu studente di sociologia, filosofia, psicologia e teoria politica presso l'università di Monaco. Vi conseguì, nel 1972, il dottorato in filosofia, scelse però di lavorare come sociologo. Dal 1979 fu abilitato all'insegnamento, che svolse fino al 1981 presso l'università di Münster, per poi trasferirsi a Bamberga fino al 1992.
Dal 1992 si trasferì alla Ludwig Maximilian Universität di Monaco, come direttore del dipartimento di sociologia. Dal 1995 al 1997 fu membro della Kommission für Zukunftsfragen der Freistaaten Bayern und Sachsen, Commissione per le questioni del futuro. È stato membro del Gruppo Spinelli per il rilancio dell'integrazione europea. Ulrich Beck pubblicò diversi studi sulla modernità, problemi ecologici, individualizzazione e globalizzazione, e introdusse nuovi concetti nella sociologia, quali l'idea di una seconda modernità e la teoria del rischio. È morto per infarto nel giorno di Capodanno del 2015 all'età di 70 anni.

## Studi sulla globalizzazione
Tra la vasta mole dei discorsi sul contemporaneo globale, a sgomberare il campo dalla confusione tra valutazione e interpretazione dei processi globali viene la distinzione fondamentale avanzata da Beck nel 1997. Egli individua tre distinti livelli:
1. Globalità con cui si intende lo stato presente del mondo tecnologicamente interconnesso, attraversato da flussi commerciali, turistici, finanziari, etc;
2. Globalizzazione - generalmente il più utilizzato - con cui si descrive il processo attivo di interconnessione in continuo avanzamento, con forme e realtà inedite che occorre definire;
3. Globalismo con cui si definisce l'aspetto di interpretazione e di costruzione di una ideo-logica delle trasformazioni in atto, dunque il vero terreno di confronto nel dibattito pubblico intorno a cui si ridefinisce anche lo spazio politico contemporaneo.

### Dalla globalizzazione alla individualizzazione
Una lettura socio-antropologica ha identificato come ulteriore contenuto della globalizzazione una vera e propria corsa all'individualizzazione che consisterebbe nella «trasformazione dell'identità umana da qualcosa di ‘dato’ a un ‘compito’, e nell'attribuzione agli attori della responsabilità rispetto alla realizzazione di questo compito e delle conseguenze (anche azioni delle azioni collaterali) delle loro azioni» (Zygmunt Bauman 2008).
Per Beck questa riduzione della sfera etica e dell'orizzonte sociale conduce al paradosso che la vita sarebbe riducibile a una soluzione biografica ad una serie di contraddizioni del sistema, per cui ragioni e soluzioni andrebbero individuate ad alto livello.
Per Touraine, invece, una molteplicità di soggetti personali, con i loro obiettivi di riconoscimento ed emancipazione del Sé, costituirebbero oggi i protagonisti unici di movimenti e cambiamenti sociali riuniti sotto la bandiera di una nuova generazione di diritti umani e culturali centrati sul singolo.
Questa ridefinizione dello spazio sociale (a partire dalla soggettività) è a sua volta legata, da una parte, alla dissoluzione delle identità sociali statiche, dall'altra alla “possibilità relativa di sperimentare forme di mobilità tra diverse esperienze che l'individuo incorpora, riproduce, reinventa, in una sua “polifonia esistenziale”. Questa disponibilità necessita di risorse – simboliche e materiali – dato che, come scriveva Bauman nel 2008 «senza dubbio abbiamo raggiunto una libertà di auto-affermazione individuale e di auto-espressione virtualmente illimitata che non ha precedenti. La vita individualizzata ha le proprie angosce non meno dolorose di quelle di una vita vissuta all'ombra di una tendenza totalitaria».

## Opere
Beck diresse la pubblicazione di Sociologia Soziale Welt dal 1980, firmò più di 150 articoli, e scrisse diversi libri, quali:
- Il normale caos dell'amore, con Elisabeth Gershneim, ed. italiana: 1996
- Modernizzazione riflessiva. Politica, tradizione ed estetica nell'ordine sociale della modernità, in collaborazione con Anthony Giddens e Lash Scott, ed. italiana: Asterios Editore, Trieste 1999
- Che cos'è la globalizzazione. Rischi e prospettive della società planetaria, ed. italiana: Carocci. Roma, 1999
- La società del rischio ed. italiana: 2000
- Il lavoro nell'epoca della fine del lavoro. Tramonto delle sicurezze e nuovo impegno civile, traduzione di Hellmut Riediger, titolo originale:Schöne neue Arbeitswelt.Vision: Weltbürgergesellschaft, Torino, Giulio Einaudi Editore, 2000, ISBN 978-88-06-15607-7.
- Europa felix. Il vecchio continente e il nuovo mercato del lavoro, ed.italiana: 2000
- Il manifesto cosmopolitico, ed. italiana: Asterios Editore, Trieste 2000
- I rischi della libertà. L'individuo nell'epoca della globalizzazione, ed. italiana: 2000
- Libertà o capitalismo? Varcare la soglia della modernità, ed. italiana: 2001
- L'era dell'e, ed. italiana: Asterios Editore, Trieste 2001
- La società globale del rischio, ed. italiana: Asterios Editore, Trieste 2001
- La società cosmopolita. Prospettive dell'epoca postnazionale, ed. italiana: 2003
- Un mondo a rischio, ed. italiana: 2003
- Sull'orlo di una crisi. Vivere nel capitalismo globale, in collaborazione con Manuel Castells e Richard Sennett, ed. italiana: Asterios Editore, Trieste 2004
- Lo Sguardo cosmopolita, ed. italiana: 2005
- L'Europa cosmopolita, ed. italiana: 2006
- Il Dio personale: la nascita della religiosità secolare, ed. italiana: Laterza 2009.
- Potere e contro potere, nell'età globale ed. Italiana: Laterza. 2010.
- Europa tedesca. La nuova geografia del potere, trad. it. di M. Sampaolo, Laterza (2013). ISBN	9788858107362